# You’re Under Arrest (Miles-Davis-Album)
You’re Under Arrest ist ein Pop-Jazz-Album des amerikanischen Trompeters Miles Davis, das 1985 bei Columbia Records veröffentlicht wurde. Das Album enthielt Davis’ Interpretationen von zwei zeitgenössischen Popsongs, Time After Time von Cyndi Lauper und Human Nature von Michael Jackson.

## Entstehungsgeschichte des Albums
Davis konzipierte das Album, um auf die Probleme hinzuweisen, die Afroamerikaner in den Vereinigten Staaten beständig mit der Polizei und deren rassistischen Übergriffen haben. Der vollständige Titel des Albums ist You're under arrest. You have the right to make one phone call or remain silent, so you better shut up und auf dem Album ebenso zu lesen. Auf dem Album ist Sting als Französisch sprechender Polizist zu hören, der einen Verhafteten über seine Rechte aufklärt.
Die Titel des Albums entstanden im Studio am 26. und 27. Dezember 1984 oder in der ersten Januarwoche 1985; das Album wurde gleich im Anschluss abgemischt.

## Titelliste
1. One Phone Call/Street Scenes (Davis) 4:34
2. Human Nature (John Bettis, Steve Porcaro) 4:30
3. Intro: MD 1/Something's On Your Mind/MD 2 (Davis, Hubert Eaves III, James D-Train Williams) 7:17
4. Ms. Morrisine (Davis, Morrisine Tynes Irving, Robert Irving III) 4:57
5. Katia Prelude (Davis, Irving III) 0:40
6. Katia (Davis, Irving III) 7:37
7. Time After Time (Cyndi Lauper, Rob Hyman) 3:37
8. You’re Under Arrest (John Scofield) 6:14
9. Medley: Jean Pierre/You’re Under Arrest/Then There Were None (Davis, Irving III, Scofield) 3:23

Die Titel Katia Prelude und Katia sind der französischen Pianistin Katia Labèque gewidmet, der damaligen Lebensgefährtin von John McLaughlin.

## Rezeption
Die Reaktion der Kritiker auf das Album reichte von Ablehnung bis Euphorie.
Der Spiegel lobte das Album und schrieb:

„…das Trompetenspiel des 58jährigen klingt souverän wie in den besten Tagen. Fast sensationell wirkt, wie einfühlsam und respektvoll er zwei Popsongs spielt, den Michael-Jackson-Hit ‘‘Human Nature’‘ und Cyndi Laupers ‘‘Time After Time’‘. Den Schmelz dieser schönen Lieder läßt Davis unangetastet, er verhackstückt sie nicht in einer Neu-Interpretation, und damit beweist er Größe.“

Scott Yanow nannte das Album bei Allmusic „souverän, aber nicht übermäßig erinnerungswürdig“.
Die Kritiker Richard Cook & Brian Morton verliehen dem Album im Penguin Guide to Jazz die zweithöchste Bewertung (3 1⁄2 Sterne); es sei „kein Jazz, wie wir ihn kennen, dennoch ein höchst unterhaltsames Album und ein glücklicheres Ende der langen und oft stürmischen Verbindung zu Columbia, als dies mit Decoy der Fall gewesen wäre.“